# Кесклінн
Кесклінн (ест. Kesklinna linnaosa, з естонської — Середмістя) — один з 8 адміністративних районів Таллінна, столиці Естонії. Розташований на березі Талліннської затоки і межує на північному заході з районом Пиг'я-Таллінн, на заході з Крістійне, на південному заході з Нимме, на сході з Ласнамяє та Пірітою, а на півдні з волостю Рае, через озеро Юлемісте. Острів Аегна, розташований у Талліннській затоці. Кесклінн має площу 30,6 км² і населення 57 731 (станом на 1 листопада 2014 р.); щільність населення становить 1886,6 осіб/км².
Тут знаходиться Старе місто, яке входить до списку ЮНЕСКО, Талліннський пасажирський порт та пов'язані з портом ділові центри, включаючи новий комплекс висотних будівель на вулиці Ліївалая, а також Тартуське шосе та Маакрі-тее. Більшість міських громадських та культурних закладів розташовані в Кесклінні, а саме: будівля парламенту (замок Тоомпеа), ратуша,
Естонська національна опера, естонські та російські драматичні театри, Національна бібліотека, стадіони Кадріорг та Калеві-Кескстадіон та значна кількість музеїв, театрів та державних установ. Витрати на нерухомість у цьому районі найвищі в Естонії. Хоча населення міста та країни в цілому впало за роки незалежності, населення Кесклінну зросло. Одним із ключових факторів економіки є туризм з Гельсінкі (Фінляндія), який сполучений з Таллінном швидким поромним сполученням.
За межами старого міста є палац Кадріорг у Кадріорзі — будівля у стилі бароко, побудована в XVIII столітті Петром I. У цій частині міста розташовані 42 парки, серед них: Кадріорг, Тоомпарк, Гірвепарк, парк Таммсааре та парк Туві поблизу вулиці Суур-Амеерика. Берегова затока простягається від Ліннагалл до Меморіального комплексу Маарьямяги.
У Кесклінні 21 мікрорайони: Аегна, Юхкенталі, Кадріорг, Кассісаба, Кельдрімяе,Кітсекюла, Компасі, Луйте, Маакрі, Мийгу, Рауан, Садама, Сібулакюла, Сюдалінн, Татарі, Тинісмяє, Торупіллі, Юлемістеярве, Уус-Мааїльм, Ваналінн, В'єеренні.